# Vincent Rijmen
Vincent Rijmen (n. 16 octombrie 1970, Leuven, Belgia) este un inginer și criptograf belgian, cunoscut pentru inventarea, împreună cu Joan Daemen, a algoritmului de criptare cu cheie simetrică Rijndael, algoritm standardizat de NIST sub numele de Advanced Encryption Standard.